# Kotodama
Kotodama o Kototama (言霊? lett. "spirito della parola") si riferisce alla credenza giapponese secondo la quale poteri mistici risiedono nelle parole e nei nomi. Alcune possibili traduzioni italiane sono "anima del linguaggio", "spirito del linguaggio", "potere del linguaggio", "parola potente", "parola magica" e "suono sacro". Il concetto di kotodama presuppone che i suoni possano influire magicamente sugli oggetti e che l'utilizzo di questa parola rituale possa ripercuotersi su ambiente circostante, corpo, mente e anima.
La parola kotodama deriva dall'unione di koto 言 "parola, discorso" e tama 霊 "spirito, anima" (o 魂 "anima, spirito, fantasma"), che viene sonorizzato in dama. Al contrario, la pronuncia kototama si riferisce in particolare al kototamagaku (言霊学?, "studio del kotodama"), che fu reso popolare da Onisaburō Deguchi (出口 王仁三郎?, Deguchi Onisaburō) nella religione di Oomoto. In questo campo si considera la fonologia giapponese gojūon come base mistica di parole e significati, similmente alla Cabala ebraica.
L'etimologia di kotodama non è certa, ma una possibile spiegazione, che ricollega parole e eventi, fa riferimento a due parole giapponesi, entrambe con la lettura koto: quella di 言 "parola, discorso" e quella di 事 "situazione, circostanze, evento, avvenimento". Questi due kanji erano usati, in maniera intercambiabile, nel nome Kotoshironushi 事代主 o 言代主, un kami oracolare menzionato sia nel Kojiki sia nel Nihon shoki. Kotodama è connesso a parole giapponesi come kotoage (言挙? "parole menzionate, invocazione del potere magico delle parole"), kotomuke (言向? "parole rivolte, portare all'assoggettamento mediante il potere delle parole") e jumon (呪文? "formula magica, incantesimo").
Kotodama è un concetto centrale nella mitologia giapponese, nello Shintoismo e nel Kokugaku. Per esempio, nel Kojiki è descritto un seiyaku (誓約? "giuramento") tra gli dei fratelli Susanoo e Amaterasu, nel quale viene detto "Giuriamo entrambi e procreiamo". Pronunciare queste parole ha portato come effetto la nascita di cinque divinità maschili da parte di Amaterasu, provando così che le intenzioni di Susanoo erano pure.
Non bisogna neppure tralasciare come questo sia un modo di pensare caratteristico della cultura giapponese: nella poesia waka è infatti comune credenza che le parole possano muovere il cielo e la terra. Originariamente si pensava che solo gli incantesimi potessero accogliere la credenza del potere divino; e storicamente il concetto di kotodama nasce con la compilazione del Man’yōshū.
Kototama o Kotodama sono fondamentali anche per le arti marziali giapponesi, per esempio, nell'uso del Kiai. Morihei Ueshiba (植芝盛平?, Ueshiba Morihei), il fondatore dell'aikidō e uno degli studenti di Deguchi, usava il kototama come base spirituale per i suoi insegnamenti. William Gleason afferma che Ueshiba "creò l'aikidō basandosi sul principio del kototama" e lo cita così: "L'aikidō è un metodo eccellente per praticare il kototama. È un metodo attraverso il quale si realizza la propria vera natura in qualità di dio e trova la libertà finale." Mutsuro Nakazono, discepolo di Ueshiba, scrisse libri sull'importanza del kototama nell'aikidō, come The Kotoma Principle del 1983.
Anche se in altre culture è possibile riscontrare delle analogie al kototama, come mantra, mana e logos, alcuni giapponesi credono che lo "spirito della parola" esista solo nel linguaggio giapponese. Uno dei nomi classici del Giappone è kototama no sakiwau kuni (言霊の幸わう国? lett. "la terra dove lo spirito della parola porta felicità"), una frase che ebbe origine nel Man'yōshū.